# Adaptiv regulator
En adaptiv regulator är kontrollmetod som används av en styrenhet som måste anpassa sig till ett kontrollerat system med parametrar som varierar eller initialt är osäkra. Till skillnad från en PID-regulator kan man säga att den adaptiva regulatorn lär sig av indatan hur den bör reagera och reglera.

## Parameteruppskattning
Grunden för adaptiv kontroll är parameteruppskattning, som är en gren av systemidentifiering. Vanliga metoder för uppskattning inkluderar rekursiva minsta kvadrater och gradient utjämning. Båda dessa metoder tillhandahåller uppdateringslagar som används för att ändra uppskattningar i realtid (dvs. när systemet är i drift). Lyapunov-stabilitet används för att härleda dessa uppdateringslagar och visa konvergenskriterier (vanligtvis ihållande excitation, avslappning av detta tillstånd studeras i Adaptiv kontroll för samtidig inlärning). Projektion och normalisering används ofta för att förbättra robustheten hos uppskattningsalgoritmer.

## Klassificering av adaptiva kontrolltekniker
I allmänhet bör man skilja mellan:
1. Adaptiv feedforward-kontroll
2. Feedback adaptiv kontroll

samt mellan
1. Direkta metoder
2. Indirekta metoder
3. Hybrid metoder

Direkta metoder är sådana där de uppskattade parametrarna är de som används direkt i den adaptiva styrenheten. Däremot är indirekta metoder de där de uppskattade parametrarna används för att beräkna nödvändiga styrparametrar. Hybridmetoder bygger på både uppskattning av parametrar och direkt modifiering av kontrollagen. 

En Model Reference Adaptive Controller (MRAC) bygger sitt beteende på en referensmodell.

En Model Identification Adaptive Controller (MIAC) bygger sitt beteende på statistik från det system den reglerar.

Det finns flera breda kategorier av adaptiv feedbackkontroll (klassificeringen kan variera):
- Dubbla adaptiva styrenheter – baserade på dubbel kontrollteori

- - Optimala dubbla styrenheter – svåra att designa

- - Suboptimala dubbla styrenheter

- Icke-individuella adaptiva styrenheter

- - Adaptiv stolpplacering

- - Extremum-sökande styrenheter

- - Iterativ inlärningskontroll

- - Få schemaläggning

- - Modellreferens adaptiva styrenheter (MRAC) - införliva en referensmodell som definierar önskad sluten slingprestanda.

- Mrac:er för gradientoptimering – använd lokal regel för att justera parametrar när prestanda skiljer sig från referens. Ex.: "MIT-regel".

- Stabilitetsoptimerade MRAC:er

- - Modellidentifiering adaptiva styrenheter (MIACs) - utför systemidentifiering medan systemet körs

- Försiktiga adaptiva styrenheter - använd nuvarande SI för att ändra kontrollagen, vilket möjliggör SI-osäkerhet

- Säkerhet motsvarande adaptiva styrenheter - ta nuvarande SI för att vara det sanna systemet, anta ingen osäkerhet

- Icke-parametriska adaptiva styrenheter

- Parametriska adaptiva styrenheter

- Adaptiva styrenheter för explicita parametrar

- Adaptiva styrenheter för implicita parametrar

- - Flera modeller - Använd ett stort antal modeller, som distribueras i osäkerhetsområdet och baseras på anläggningens och modellernas svar. En modell väljs vid varje ögonblick, som ligger närmast anläggningen enligt något mått.[3]

Adaptiv kontroll med flera modeller

Vissa speciella ämnen i adaptiv kontroll kan också introduceras:
1.	Adaptiv styrning baserad på processidentifiering med diskret tid
2.	Adaptiv styrning baserad på modellens referenskontrollteknik
3.	Adaptiv styrning baserad på processmodeller med kontinuerlig tid
4.	Adaptiv styrning av multivariabla processer
5.	Adaptiv styrning av olinjära processer
6.	Samtidig inlärning av adaptiv kontroll, som slappnar av tillståndet vid ihållande excitation för parameterkonvergens för en klass av system
På senare tid har adaptiv kontroll slagits samman med intelligenta tekniker som luddiga och neurala nätverk för att få fram nya begrepp som fuzzy adaptiv kontroll.

### Program
Vid utformning av adaptiva styrsystem är särskild hänsyn nödvändig när det gäller konvergens- och robusthetsfrågor. Lyapunov-stabilitet används vanligtvis för att härleda kontrollanpassningslagar och visa Självjustering av därefter fasta linjära styrenheter under implementeringsfasen för en driftspunkt;
- Självjustering av därefter fixerade robusta styrenheter under implementeringsfasen för hela spektrumet av driftspunkter;
- Självjustering av fasta styrenheter på begäran om processens beteende förändras på grund av åldrande, drift, slitage etc.;
- Adaptiv styrning av linjära regulatorer för olinjära eller tidsvarierande processer;
- Adaptiv styrning eller självjusterande styrning av olinjära styrenheter för olinjära processer;
- Adaptiv styrning eller självinställande styrning av multivariabla styrenheter för multivariabla processer (MIMO-system).

Vanligtvis anpassar dessa metoder styrenheterna till både processtatiken och dynamiken. I speciella fall kan anpassningen begränsas till det statiska beteendet ensamt, vilket leder till adaptiv kontroll baserad på karakteristiska kurvor för steady-states eller till extremvärdeskontroll, vilket optimerar steady state. Därför finns det flera sätt att tillämpa adaptiva kontrollalgoritmer.
En särskilt framgångsrik tillämpning av adaptiv styrning har varit adaptiv flygkontroll. Detta arbete har fokuserat på att garantera stabilitet i ett modellreferens adaptivt kontrollschema med hjälp av Lyapunov-argument. Flera framgångsrika flygtestdemonstrationer har genomförts, inklusive feltolerant adaptiv kontroll.